# Giorgio Golin
Giorgio Golin (Cavazzale, 29 dicembre 1933 – Cavazzale, 25 luglio 2006) è stato un organista, compositore e direttore di coro italiano.
Si è formato nella scuola di Santa Cecilia di Vicenza (Antonio Arnaldi e Ernesto Dalla Libera), al conservatorio "Pollini" di Padova (canto gregoriano e armonia, Ciro Bianchi di Cittadella) e infine a Venezia (Lucio De Mattia).
Membro della storica Associazione Italiana di Santa Cecilia (AISC), nata nel 1585 e dedicata alla musica sacra liturgica, dal 1948 suonò in molte chiese come organista e diresse tre cori, organizzando inoltre rassegne di musica corale.
Compose inoltre brani musicali, che sono stati incisi da diverse case discografiche (sono stati incisi in particolare un CD e diverse musicassette interamente dedicati alla sua produzione) ed eseguiti in televisione. Alcune composizioni di musica corale sono state eseguite nella Basilica di San Pietro a Roma alla presenza di Papa Giovanni Paolo II.
Le sue composizioni sono prevalentemente di musica liturgica, ma riguardano anche inni di vario genere, canti per bambini e cantate composte su testi poetici di Salvatore Quasimodo, Giacomo Zanella e Alessandro Manzoni.
Dal 1995 fu membro del Segretariato Compositori dell'AISC. Ha vinto diversi premi musicali e nel 2002 è stato nominato "cittadino benemerito" del comune di Monticello Conte Otto.
| Controllo di autorità | VIAF (EN) 316877605 · SBN CFIV121991 |